# Bob- und Skeleton-Europameisterschaften 2021
Die Bob- und Skeleton-Europameisterschaften 2021, offiziell BMW IBSF European Championship, fanden vom 8. bis 10. Januar 2021 im deutschen Winterberg in der Veltins-Eisarena statt. Die Wettbewerbe im Bob und im Skeleton waren sowohl bei den Männern, als auch bei den Frauen gleichzeitig das fünfte von acht Weltcup-Saisonwettbewerben. 

## Bob

### Zweierbob Männer
| Rang | Bob                                             | Lauf 1  | Lauf 1 | Lauf 2  | Lauf 2 | Gesamt      |
| Rang | Bob                                             | Zeit    | Rang   | Zeit    | Rang   | Zeit        |
| ---- | ----------------------------------------------- | ------- | ------ | ------- | ------ | ----------- |
| 1    | Deutschland Francesco Friedrich Thorsten Margis | 55,05 s | 1      | 55,03 s | 1      | 1:50,08 min |
| 2    | Deutschland Johannes Lochner Eric Franke        | 55,39 s | 2      | 55,36 s | 2      | 1:50,75 min |
| 3    | Österreich Benjamin Maier Markus Sammer         | 55,42 s | 3      | 55,51 s | 3      | 1:50,93 min |
| 4    | Schweiz Michael Vogt Michel Sandro              | 55,62 s | 6      | 55,58 s | 4      | 1:51,20 min |
| 5    | Russland Rostislaw Gaitjukewitsch Ilja Malych   | 55,65 s | 7      | 55,59 s | 5      | 1:51,24 min |
| 6    | Großbritannien Brad Hall Nick Gleeson           | 55,55 s | 4      | 55,77 s | 7      | 1:51,32 min |
| 7    | Deutschland Christoph Hafer Kevin Korona        | 55,61 s | 5      | 55,85 s | 10     | 1:51,46 min |
| 8    | Rumänien Mihai Țentea Nicolae Ciprian Daroczi   | 55,90 s | 9      | 55,77 s | 7      | 1:51,67 min |
| 9    | Schweiz Simon Friedli Dominik Schläpfer         | 55,97 s | 13     | 55,72 s | 6      | 1:51,69 min |
| 10   | Tschechien Dominik Dvořák Jakub Nosek           | 55,82 s | 8      | 55,94 s | 13     | 1:51,76 min |
| 11   | Frankreich Romain Heinrich Lionel Lefèbvre      | 55,96 s | 12     | 55,82 s | 9      | 1:51,78 min |
| 12   | Niederlande Ivo de Bruin Janko Franjić          | 55,95 s | 11     | 55,91 s | 11     | 1:51,86 min |
| 12   | Russland Alexei Stulnew Roman Koschelew         | 55,92 s | 10     | 56,00 s | 14     | 1:51,92 min |
| 14   | Italien Patrick Baumgartner Eric Fantazzini     | 56,05 s | 14     | 55,93 s | 12     | 1:51,98 min |
| 15   | Kroatien Dražen Silić Benedikt Nikpalj          | 56,74 s | 15     | 56,94 s | 15     | 1:53,68 min |

### Viererbob Männer
| Rang | Bob                                                                               | Lauf 1  | Lauf 1 | Lauf 2  | Lauf 2 | Gesamt      |
| Rang | Bob                                                                               | Zeit    | Rang   | Zeit    | Rang   | Zeit        |
| ---- | --------------------------------------------------------------------------------- | ------- | ------ | ------- | ------ | ----------- |
| 1    | Deutschland Francesco Friedrich Thorsten Margis Candy Bauer Alexander Schüller    | 54,04 s | 1      | 54,09 s | 1      | 1:48,13 min |
| 2    | Österreich Benjamin Maier Sascha Stepan Markus Sammer Kristian Huber              | 54,38 s | 2      | 54,51 s | 3      | 1:48,89 min |
| 3    | Russland Rostislaw Gaitjukewitsch Michail Mordassow Ilja Malych Ruslan Samitow    | 54,59 s | 3      | 54,49 s | 2      | 1:49,08 min |
| 4    | Deutschland Johannes Lochner Florian Bauer Christopher Weber Christian Rasp       | 54,69 s | 5      | 54,56 s | 4      | 1:49,34 min |
| 5    | Deutschland Christoph Hafer Kevin Korona Christian Hammers Philipp Wobeto         | 54,60 s | 4      | 54,76 s | 6      | 1:49,36 min |
| 6    | Russland Alexei Stulnew Roman Koschelew Wassili Kondratenko Egor Gryaznov         | 54,71 s | 6      | 54,74 s | 5      | 1:49,45 min |
| 7    | Frankreich Romain Heinrich Lionel Lefèbvre Alan Alais Steven Borges Mendonaca     | 54,93 s | 10     | 54,87 s | 7      | 1:49,80 min |
| 8    | Tschechien Dominik Dvořák Dominik Suchý Jan Šindelář Jakub Nosek                  | 54,88 s | 9      | 54,94 s | 8      | 1:49,82 min |
| 9    | Italien Patrick Baumgartner Eric Fantazzini Costantino Ughi Alex Verginer         | 54,86 s | 7      | 54,98 s | 10     | 1:49,84 min |
| 10   | Niederlande Ivo de Bruin Joost Dumas Dennis Veenker Janko Franjić                 | 54,87 s | 8      | 54,98 s | 10     | 1:49,85 min |
| 11   | Rumänien Mihai Țentea Raul Constantin Dobre Nicolae Ciprian Daroczi Cristian Radu | 54,97 s | 11     | 54,97 s | 9      | 1:49,94 min |
| 12   | Schweiz Simon Friedli Adrian Fässler Dominik Schläpfer Roger Leimgruber           | 55,01 s | 12     | 55,01 s | 12     | 1:50,02 min |
| 13   | Schweiz Michael Vogt Silvio Weber Cyril Bieri Oliver Gyger                        | 55,02 s | 13     | 55,14 s | 13     | 1:50,16 min |
|      | Großbritannien Brad Hall Taylor Lawrence Nick Gleeson Greg Cackett                | DNS     | DNS    | DNS     | DNS    | DNS         |

### Zweierbob Frauen
| Rang | Bob                                               | Lauf 1  | Lauf 1 | Lauf 2  | Lauf 2 | Gesamt      |
| Rang | Bob                                               | Zeit    | Rang   | Zeit    | Rang   | Zeit        |
| ---- | ------------------------------------------------- | ------- | ------ | ------- | ------ | ----------- |
| 1    | Deutschland Laura Nolte Deborah Levi              | 56,87 s | 1      | 56,73 s | 1      | 1:53,60 min |
| 2    | Deutschland Kim Kalicki Ann-Christin Strack       | 57,01 s | 2      | 57,01 s | 2      | 1:54,02 min |
| 3    | Österreich Katrin Beierl Jennifer Onasanya        | 57,09 s | 3      | 57,30 s | 6      | 1:54,39 min |
| 3    | Deutschland Mariama Jamanka Leonie Fiebig         | 57,17 s | 4      | 57,22 s | 5      | 1:54,39 min |
| 5    | Rumänien Andreea Grecu Katharina Wick             | 57,43 s | 7      | 57,15 s | 3      | 1:54,58 min |
| 6    | Frankreich Margot Boch Sandie Clair               | 57,43 s | 7      | 57,21 s | 4      | 1:54,64 min |
| 7    | Russland Ljubow Tschernych Jelena Mamedowa        | 57,35 s | 5      | 57,36 s | 9      | 1:54,71 min |
| 8    | Großbritannien Mica McNeill Douglas Montell       | 57,45 s | 10     | 57,30 s | 6      | 1:54,75 min |
| 9    | Schweiz Melanie Hasler Irina Strebel              | 57,51 s | 11     | 57,32 s | 8      | 1:54,83 min |
| 10   | Schweiz Martina Fontanive Nadja Pasternack        | 57,41 s | 6      | 57,46 s | 12     | 1:54,87 min |
| 11   | Belgien An Vannieuwenhuyse Sara Aerts             | 57,44 s | 9      | 57,44 s | 11     | 1:54,88 min |
| 12   | Russland Nadeschda Sergejewa Alexandra Tarasowa   | 57,55 s | 12     | 57,41 s | 10     | 1:54,96 min |
|      | Russland Anastassija Makarowa Julija Belomestnych | 57,68 s | 13     | 57,57 s | 13     | 1:55,25 min |

## Skeleton

### Männer
| Rang | Athlet                    | Nation         | Lauf 1  | Lauf 1 | Lauf 2  | Lauf 2 | Gesamt      |
| Rang | Athlet                    | Nation         | Zeit    | Rang   | Zeit    | Rang   | Zeit        |
| ---- | ------------------------- | -------------- | ------- | ------ | ------- | ------ | ----------- |
| 1    | Alexander Tretjakow       | Russland       | 56,28 s | 1      | 56,08 s | 2      | 1:52,36 min |
| 2    | Martins Dukurs            | Lettland       | 56,46 s | 3      | 56,07 s | 1      | 1:52,53 min |
| 3    | Alexander Gassner         | Deutschland    | 56,43 s | 2      | 56,14 s | 3      | 1:52,57 min |
| 4    | Felix Keisinger           | Deutschland    | 56,50 s | 4      | 56,25 s | 5      | 1:52,75 min |
| 5    | Craig Thompson            | Großbritannien | 56,75 s | 6      | 56,18 s | 4      | 1:52,93 min |
| 6    | Tomass Dukurs             | Lettland       | 56,67 s | 5      | 56,41 s | 7      | 1:53,08 min |
| 7    | Daniil Romanov            | Russland       | 56,76 s | 8      | 56,35 s | 6      | 1:53,11 min |
| 8    | Christopher Grotheer      | Deutschland    | 56,75 s | 6      | 56,52 s | 9      | 1:53,27 min |
| 9    | Nikita Tregubow           | Russland       | 56,86 s | 9      | 56,48 s | 8      | 1:53,34 min |
| 10   | Samuel Maier              | Österreich     | 56,86 s | 9      | 56,61 s | 10     | 1:53,47 min |
| 11   | Wladyslaw Heraschkewitsch | Ukraine        | 57,01 s | 11     | 56,71 s | 11     | 1:53,72 min |
| 12   | Florian Auer              | Österreich     | 57,08 s | 12     | 56,91 s | 14     | 1:53,99 min |
| 12   | Marcus Wyatt              | Großbritannien | 57,21 s | 13     | 56,90 s | 12     | 1:54,11 min |
| 14   | Ben Fulker                | Großbritannien | 57,35 s | 14     | 56,90 s | 12     | 1:54,25 min |
| 15   | Ander Mirambell           | Spanien        | 57,41 s | 15     | 57,24 s | 15     | 1:54,65 min |
| 16   | Ronald Auderset           | Schweiz        | 57,69 s | 17     | 57,32 s | 16     | 1:55,01 min |
| 17   | Rasmus Johansen           | Dänemark       | 57,66 s | 16     | 57,61 s | 17     | 1:55,27 min |
| 18   | Samuel Keiser             | Schweiz        | 57,84 s | 18     | DNQ     | DNQ    |             |
| 19   | Mattia Gaspari            | Italien        | 57,95 s | 19     | DNQ     | DNQ    |             |
| 20   | Mihai Daniel Pacioianu    | Rumänien       | 58,05 s | 20     | DNQ     | DNQ    |             |
| 21   | Vladyslav Polyvach        | Polen          | 59,67 s | 21     | DNQ     | DNQ    |             |

### Frauen
| Rang | Athletin            | Nation         | Lauf 1  | Lauf 1 | Lauf 2  | Lauf 2 | Gesamt      |
| Rang | Athletin            | Nation         | Zeit    | Rang   | Zeit    | Rang   | Zeit        |
| ---- | ------------------- | -------------- | ------- | ------ | ------- | ------ | ----------- |
| 1    | Jelena Nikitina     | Russland       | 57,60 s | 2      | 57,50 s | 1      | 1:55,10 min |
| 2    | Tina Hermann        | Deutschland    | 57,58 s | 1      | 57,58 s | 2      | 1:55,16 min |
| 3    | Janine Flock        | Österreich     | 57,64 s | 3      | 57,65 s | 3      | 1:55,29 min |
| 4    | Jacqueline Lölling  | Deutschland    | 57,64 s | 3      | 57,72 s | 4      | 1:55,36 min |
| 5    | Hannah Neise        | Deutschland    | 57,67 s | 5      | 57,84 s | 5      | 1:55,51 min |
| 6    | Kimberley Bos       | Niederlande    | 57,77 s | 6      | 58,06 s | 9      | 1:55,83 min |
| 7    | Anna Fernstädt      | Tschechien     | 58,06 s | 9      | 57,89 s | 6      | 1:55,95 min |
| 8    | Kim Meylemans       | Belgien        | 58,04 s | 8      | 57,94 s | 7      | 1:55,98 min |
| 9    | Julija Kanakina     | Russland       | 58,08 s | 10     | 58,07 s | 10     | 1:56,15 min |
| 10   | Valentina Margaglio | Italien        | 58,20 s | 11     | 57,96 s | 8      | 1:56,16 min |
| 11   | Laura Deas          | Großbritannien | 57,92 s | 7      | 58,25 s | 11     | 1:56,17 min |
| 12   | Alena Frolowa       | Russland       | 58,40 s | 13     | 58,26 s | 12     | 1:56,66 min |
| 13   | Ashleigh Pittaway   | Großbritannien | 58,40 s | 13     | 58,27 s | 13     | 1:56,67 min |
| 14   | Alessia Crippa      | Italien        | 58,28 s | 12     | 58,45 s | 14     | 1:56,73 min |
| 15   | Madelaine Smith     | Großbritannien | 58,62 s | 15     | 58,84 s | 15     | 1:57,46 min |
| 16   | Endija Tērauda      | Lettland       | 58,68 s | 16     | 59,06 s | 16     | 1:57,74 min |
| 17   | Agathe Bessard      | Frankreich     | 59,08 s | 17     | 59,30 s | 17     | 1:58,38 min |

## Medaillenspiegel
| Platz | Nation      | Gold | Silber | Bronze |
| ----- | ----------- | ---- | ------ | ------ |
| 1     | Deutschland | 3    | 3      | 2      |
| 2     | Russland    | 2    | —      | 1      |
| 3     | Österreich  | —    | 1      | 3      |
| 4     | Lettland    | —    | 1      | —      |